# Colin Vearncombe
Colin Vearncombe, dit Black, est un auteur-compositeur-interprète britannique, né le 26 mai 1962 à West Derby en Angleterre et mort le 26 janvier 2016 à Cork en Irlande.
Depuis 1987, il est connu pour sa chanson Wonderful Life.

## Biographie

### Jeunesse
Colin Vearncombe naît le 26 mai 1962 à West Derby, une commune de la banlieue nord de Liverpool, dans le comté du Merseyside. Il fréquente le lycée de Prescot (en). Il s'inscrit à un cours préparatoire d'art à l'université de Liverpool John-Moores,.
Jeune, il découvre l'américain Elvis Presley dans le film musical Le Rock du bagne (Jailhouse Rock, 1957) de Richard Thorpe, duquel il s'inspire pour devenir musicien,

### Carrière
En 1981, Black chante sa première chanson Human Features chez Rox Records de Birkenhead. En même temps, il fait partie d'un groupe, avec Dane Goulding — ancien camarade de Blazetroopers — à la basse et Greg Leyland — un autre ancien camarade — à la batterie ; Colin Vearncombe se fait appeler Black de peur que son propre nom de famille ne soit pas mémorisable par le public.
En 1982, la chanson est suivie d'un autre titre indépendant More than the Sun. Il se lie d'amitié avec Dave « Dix »  Dickie du groupe Last Chant ; tous deux deviennent collaborateurs et signent un contrat chez WEA Records.
En 1985, il écrit une chanson qui a pour titre Wonderful Life et l'enregistre indépendamment chez Ugly Man Records. La chanson sera vite remarquée par A&M Records, qui l'engage et l'envoie dans sa carrière internationale.
En 1987, la chanson Sweetest Smile atteint le top 10 du UK Singles Chart au Royaume-Uni en juillet 1987. Wonderful Life ressort ensuite et atteint la 8e place de ce classement début septembre. La chanson devient un tube international en 1987. En France, elle est classée pendant vingt semaines au hit-parade, dont cinq semaines en deuxième position et le rend célèbre.
D'autres titres comme Feel Like Change (succès en Afrique du Sud) sont passés quasi inaperçus en France. Il a publié quatre albums au cours des années 1980 et 1990, sans connaître le succès qu'il eut en 1987.  

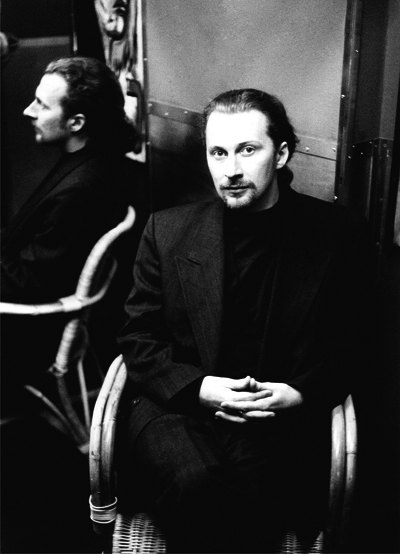
Colin Vearncombe dans les années 1990.

En 1993, il est en conflit avec sa maison de disques, et il sort en 1999, sous son propre nom, l'album The Accused.

### Mort
Le 10 janvier 2016, Colin Vearncombe est victime d'un très grave accident de la route en Irlande, entre Schull où il vit et l'aéroport de Cork. Souffrant de graves blessures à la tête, il est plongé dans le coma. Il meurt seize jours plus tard, le 26 janvier, à l'âge de 53 ans. Le 19 février 2016, une cérémonie religieuse pour lui rendre un dernier hommage a lieu dans la cathédrale anglicane de Liverpool (Merseyside).

## Discographie

### Albums solo
- 1987 : Wonderful Life
- 1988 : Comedy (en)
- 1991 : Black (en)
- 1993 : Are We Having Fun Yet ?
- 2005 : Between Two Churches
- 2009 : Water On Stone
- 2015 : Blind Faith

### Compilations et live
- 1988 : Live At The Tokyo Power Station (Black) live 4 titres d'un concert au Japon
- 1993 : Are We Having Fun Yet ? (Black)
- 1999 : The Accused (Colin Vearncombe)
- 1999 : Abbey Road Live
- 2001 : Live At The Bassline, concert en Afrique du Sud
- 2002 : Smoke Up Close, double album acoustique
- 2004 : Blackleg vol.1, live de la tournée 2003
- 2005 : Blackleg vol.2, live de la tournée 2004
- 2007 : Black Live 2005 (Black) live de la tournée 2005
- 2007 : Road to Nowhere, live
- 2009 : The Given
- 2011 : Any Colour You Like (Black / Colin Vearncombe)